# 中华人民共和国超大城市列表
超大城市是中华人民共和国行政区划体系中城市分类之一。2014年11月，中国国务院发布《关于调整城市规模划分标准的通知》，城区（市辖区和不设区的市，区、市政府驻地的实际建设连接到的居民委员会所辖区域和其他区域，不包括镇区和乡村）常住人口1,000万以上的城市为超大城市。根据住房和城乡建设部于2023年10月公布的《2022年城市建设统计年鉴》，截至2022年末，全国共有超大城市10个，分别为上海、北京、深圳、重庆、广州、成都、天津、東莞、武汉、杭州；此名单与国家中心城市高度重合。

## 列表
根据中华人民共和国国务院于2014年11月发布的《关于调整城市规模划分标准的通知》，城区（该通知所定义的城区是指在市辖区和不设区的市，区、市政府驻地的实际建设连接到的居民委员会所辖区域和其他区域）常住人口500万以上、1000万以下的城市为特大城市。
常住人口包括：居住在本乡镇街道，且户口在本乡镇街道或户口待定的人；居住在本乡镇街道，且离开户口登记地所在的乡镇街道半年以上的人；户口在本乡镇街道，且外出不满半年或在境外工作学习的人。
过去一些被归为特大城市的城市，因其城区总人口超过1000万人，现被归为超大城市。
| 排名 | 城市   | 所屬省市 | 城区常住人口（万人） | 级别     |
| ---- | ------ | -------- | -------------------- | -------- |
| 1    | 上海市 | 上海市   | 2475                 | 超大城市 |
| 2    | 北京市 | 北京市   | 1912                 | 超大城市 |
| 3    | 深圳市 | 廣東省   | 1766                 | 超大城市 |
| 4    | 重庆市 | 重慶市   | 1617                 | 超大城市 |
| 5    | 广州市 | 廣東省   | 1369                 | 超大城市 |
| 6    | 成都市 | 四川省   | 1257                 | 超大城市 |
| 7    | 天津市 | 天津市   | 1160                 | 超大城市 |
| 8    | 东莞市 | 廣東省   | 1082                 | 超大城市 |
| 9    | 武汉市 | 湖北省   | 1080                 | 超大城市 |
| 10   | 杭州市 | 浙江省   | 1002                 | 超大城市 |
| 11   | 南京市 | 江蘇省   | 854                  | 特大城市 |
| 12   | 西安市 | 陕西省   | 770                  | 特大城市 |
| 13   | 郑州市 | 河南省   | 766                  | 特大城市 |
| 14   | 济南市 | 山东省   | 662                  | 特大城市 |
| 15   | 合肥市 | 安徽省   | 650                  | 特大城市 |
| 16   | 沈阳市 | 辽宁省   | 600                  | 特大城市 |
| 17   | 青岛市 | 山东省   | 583                  | 特大城市 |
| 18   | 长沙市 | 湖南省   | 520                  | 特大城市 |
| 19   | 苏州市 | 江苏省   | 500                  | 特大城市 |

## 历史
先前，根据中国的已废止的《城市规划法》，在中国大陆，市辖区非农业户籍人口或城镇常住人口超过100万的城市为特大城市（其中超过200万的为超大城市），50—100万为大城市，20—50万为中等城市，10—20万为小城市，不满10万的为城镇。根据2010年第六次全国人口普查数据，截至2010年底，按市辖区城镇常住人口计算，中国大陆有超大城市42座，其中2000万以上1座，1000—2000万3座，500—1000万10座，200—500万28座。但由于《城市规划法》已经于2008年1月1日废止，该标准也失去了法律依据。而同时实施的《城乡规划法》没有设定城市规模的条文。
2014年以前，“超大城市”尚无国家定义。根据已于2014年以前的城市规划，市辖区常住人口在100万以上的城市为特大城市。根据媒体报道和日常口语习惯，一些常住人口远超100万的城市被形容为“超大城市”。2014年11月，中国国务院发布《关于调整城市规模划分标准的通知》，将城区人口超过1000万的城市定义为超大城市。
2016年开始，有数个城市在中共中央、国务院的文件中被提到为超大城市。2016年3月25日，《长江经济带发展规划纲要》由中共中央政治局审议通过并于同年10月下发，提到上海，重庆，武汉为超大城市。这是中共中央首次在文件中提到类似概念。
2017年9月，中共中央、国务院批复《北京城市总体规划（2016年－2035年）》，提到北京要“建立健全包括消防、防洪、防涝、防震等超大城市综合防灾体系”。这是国务院批复的首个超大城市的城市总体规划。
2017年12月，国务院批复《上海市城市总体规划（2017—2035年）》，提到上海要“积极探索超大城市发展模式的转型途径”，以及“走出一条符合超大城市特点和规律的社会治理新路子”。